# Natalia Andrejchenko
Natalia Andréichenko (Moscú, Rusia, 3 de mayo de 1956) es una actriz rusa, especialmente conocida por su papel protagonista en las películas Mary Poppins, Goodbye, Wartime Romance y Siberiada, esta última recibió el premio especial del jurado en 1979 en el Festival de Cannes.
Estudió interpretación con Serguéi Bondarchuk y Irina Skóbtseva.